# Frauenwahlrecht in Belgien
Das allgemeine Frauenwahlrecht in Belgien wurde erst 1948 eingeführt. Es wurde in einem langwierigen Prozess erreicht, der von oben nach unten verlief und von den politischen Eliten stärker gesteuert wurde als von der Frauenbewegung. Maßgeblich waren Einflüsse der Nachbarstaaten und die Leistungen der Frauen in den beiden Weltkriegen. Belgien führte jedoch 1994 als erstes Land Europas und als zweites Land weltweit gesetzlich vorgeschriebene Geschlechterquoten ein und zählt heute zu den Ländern mit den meisten Frauen im Parlament.

## Geschichtliche Entwicklung
Verglichen mit den Nachbarländern durften Frauen in Belgien erst sehr spät auf nationaler Ebene im gleichen Umfang wie Männer wählen (Deutschland 1918, Niederlande 1919, Dänemark 1915, Vereinigtes Königreich 1928, Frankreich 1944).

### 19. Jahrhundert
In Belgien war seit der Staatsgründung 1831 das Wahlrecht durch Geschlecht und Eigentumskriterien eingeschränkt: Nur etwa ein Prozent der Männer über 25 Jahren, meist Adelige und Grundeigentümer, durften wählen. Das passive Wahlrecht war jedoch schon 1831 allen Männern über 25 zugesprochen worden. Die Forderung nach einem Frauenwahlrecht wurde 1831 nicht erhoben.
Nach einem Generalstreik 1891 wurde in einer Verfassungsreform 1893 zwar das Wahlrecht auf Haushaltsvorstände über 25 Jahre ausgedehnt, aber es war immer noch sozial unausgewogen: Akademiker, Familienväter, Grundeigentümer und Beamte hatten mehr als eine Wahlstimme. Dieses neue Wahlrecht führte dazu, dass das Zweiparteiensystem mit Katholiken und Liberalen um die Sozialisten erweitert wurde. Diese hatten zwar das Frauenwahlrecht 1894 in ihr Programm aufgenommen, 1902 aber die Forderung fallen gelassen, weil sie eine Solidarisierung der Frauen mit der katholischen Kirche befürchteten.

### 20. Jahrhundert

#### Nach dem Ersten Weltkrieg
In Belgien fehlten die Frauen, die das Anliegen des Frauenwahlrechts wie etwa in den englischsprachigen Ländern hätten voran treiben können: Es gab durchaus eine Mittelschicht in Belgien, aber deren Angehörige sahen ihren Platz in Kirche und Wohltätigkeit und nicht im Einsatz für einen sozialpolitischen Fortschritt.
1918 fand das Frauenwahlrecht wieder Eingang in das Programm der belgischen Sozialisten, aber das Engagement dafür war nur schwach. Ihnen ging es hauptsächlich um die Abschaffung der Privilegierung bestimmter gesellschaftlicher Gruppen, nicht so sehr um die Gleichstellung der Geschlechter.
Während Nachbarländer nach dem Krieg ein allgemeines Frauenwahlrecht einführten, das nicht auf einzelne Frauengruppen beschränkt war (1918 Deutschland und Luxemburg, 1919 die Niederlande), wurde in Belgien zu diesem Zeitpunkt nur ein reduziertes Frauenwahlrecht umgesetzt: Bei Parlamentswahlen waren alle Männer über 21 sowie alle Witwen von Soldaten oder Zivilpersonen, die im Ersten Weltkrieg von Feinden getötet worden waren, oder, falls der Getötete nicht verheiratet war, seine Mutter; außerdem alle Frauen, die während der Besatzung für patriotische Handlungen verurteilt worden oder im Gefängnis waren. Es wurden also lediglich bestimmte Frauen für ihre Rolle im Krieg mit dem Wahlrecht belohnt, nicht etwa die Idee der Gleichberechtigung der Geschlechter umgesetzt.

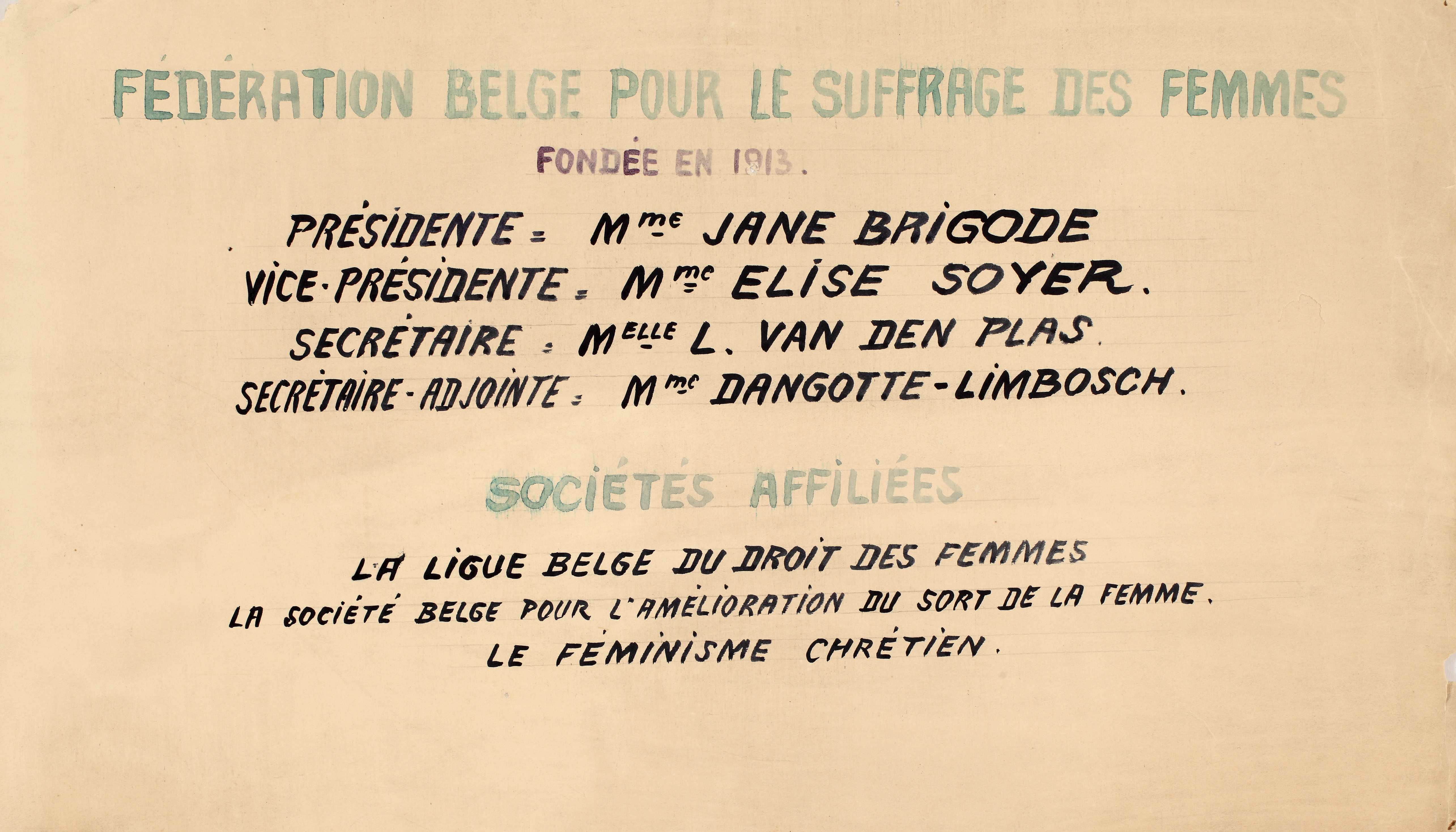
Liste der ersten Mitgliedsfrauen der 1913 gegründeten Fédération belge pour le Suffrage des Femmes

Zwei Ursachen für diese von den Nachbarländern abweichende Entwicklung lassen sich ausmachen:
- Zum einen war die feministische Bewegung in Belgien vergleichsweise schwach ausgeprägt. Die belgische Union pour le Suffrage des Femmes (Union für das Frauenwahlrecht) wurde erst 1907[4][5] gegründet und hatte 1910 erst drei Niederlassungen und nur wenige Mitglieder;[4] in den Niederlanden gab es schon seit 1894 eine vergleichbare Organisation, die 1911 über hundert Niederlassungen und 10 000 Mitglieder verfügte.[4] 1913 gründete die Frauenbewegung als Dachorganisation für die bereits bestehenden kleineren Gruppen, die sich für das Frauenwahlrecht einsetzten, die Fédération Belge pour le Suffrage des Femmes (Belgische Vereinigung für das Frauenwahlrecht).
- Eine andere Ursache liegt in den damaligen Machtverhältnissen und politischen Kalküls: Sozialisten, Katholiken und Liberale teilten sich nach dem Krieg die Macht in Belgien. Während in Belgien, anders als etwa in Italien oder Frankreich, die katholische Seite für das Wahlrecht von Frauen war, weil sie sich von ihnen politische Unterstützung erhofften, waren die Liberalen trotz grundsätzlicher Befürwortung gegen die Einführung; sie waren antiklerikal eingestellt und befürchteten, dass die Frauen die konservativ-religiöse Seite stärken würden.[3] In diese Richtung gingen auch die Überlegungen der Sozialisten.[3]

Das passive kommunale Wahlrecht erhielten im April 1920 alle Frauen über 21 mit Ausnahme von Prostituierten und Ehebrecherinnen.
Dies kann als Schritt in Richtung auf das Wahlrecht für alle Frauen gesehen werden oder aber auch als eine Maßnahme, die die Frauen für ihr reduziertes Wahlrecht auf nationaler Ebene teilweise entschädigen sollte. Verheiratete Frauen brauchten allerdings für eine Kandidatur die Zustimmung ihres Ehemannes. Somit erhielten in Belgien Frauen ein eingeschränktes passives Wahlrecht vor dem allgemeinen aktiven.

#### Nach dem Zweiten Weltkrieg
Der Zweite Weltkrieg war ein neuer Katalysator für die Einführung des Frauenwahlrechts. Das Beispiel Frankreichs, welches 1944 das Frauenwahlrecht eingeführt hatte, motivierte die belgischen Frauen zu verstärkten Anstrengungen. Die männliche politische Elite erkannte, dass das Frauenwahlrecht nicht mehr aufzuhalten war; außerdem wurde es auch als Belohnung für den Einsatz der Frauen während des Krieges verstanden. Katholiken und Kommunisten brachten 1945 eine Gesetzesinitiative ein. Doch erst 1948 wurde unter einer von dem Sozialisten Paul-Henri Spaak geführten Koalition zwischen Katholiken und Sozialisten das Wahlrecht für alle Frauen eingeführt.
An den Parlamentswahlen vom 26. Juni 1949 beteiligten sich Frauen zum ersten Mal nach den gleichen Kriterien wie Männer. Die Zahl der abgegebenen Stimmen war mit 5,3 Millionen mehr als doppelt so hoch wie bei den vorausgehenden Wahlen vom 17. Februar 1946.

## Zusammenhänge mit der Situation der Frau in anderen gesellschaftlichen Bereichen
Ende des 19. Jahrhunderts war die belgische Gesellschaft durch ein patriarchalisches System charakterisiert, das als die naturgegebene Rolle der Frau die einer Ehefrau und Mutter vorsah. Die Frauen konzentrierten sich anfangs nicht auf die Durchsetzung des Frauenwahlrechts, sondern versuchten, Verbesserungen auf dem Bildungssektor und bei den Bürgerrechten für Frauen zu erreichen. Erst nach und nach setzte sich die Erkenntnis durch, dass das Frauenwahlrecht ein Werkzeug werden könne, um die Emanzipation im politischen Bereich voranzutreiben, und der Einsatz dafür verstärkte sich.
Da trotz des Frauenwahlrechts belgische Frauen in der Politik noch in den 1990er Jahren unterrepräsentiert waren, setzten sich belgische Feministinnen für Geschlechterquoten in der Politik ein. Diese wurde in Belgien als erstem europäischem Land und als zweitem Land weltweit eingeführt. Nach den Wahlen 2010 saßen im Repräsentantenhaus 39 Prozent Frauen und im Senat 43 Prozent, bei den Kommunal- und Regionalwahlen ergaben sich ähnliche Zahlen. Damit zählt Belgien zu den Ländern mit den meisten Frauen im Parlament.